# Gurr

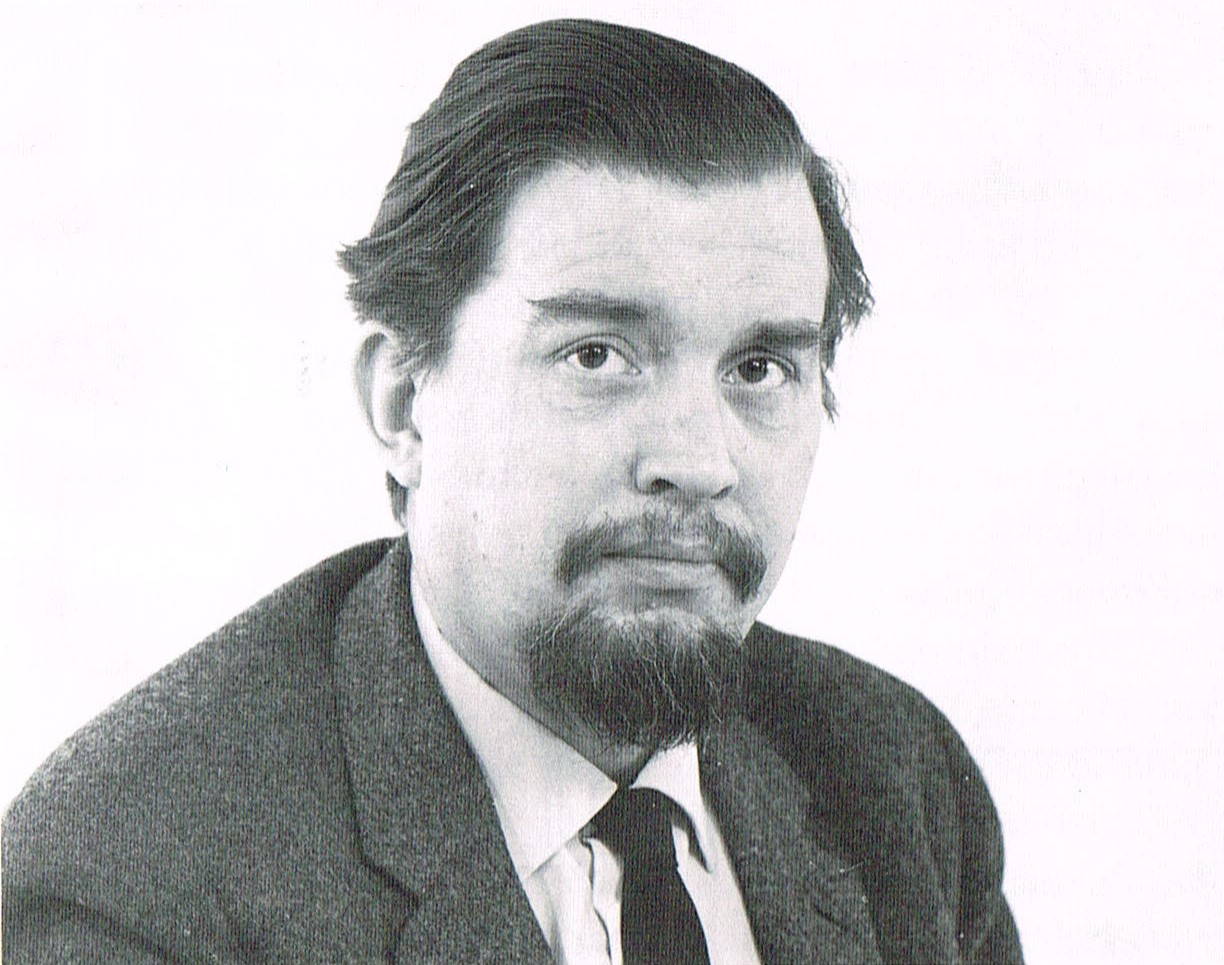
Gurr fotograferad 1962.

Gurr, pseudonym för Rolf Harald Gustafson, född 27 oktober 1923 i Maria församling i Stockholm, död 9 oktober 1962 i Matteus församling, var en svensk skämttecknare.

## Biografi
Gurr kom från en övre medelklassbakgrund, fadern var direktör i ett amerikanskt filmbolag. Efter realexamen (två år i varje klass) gick Gurr tre år i gymnasiets första ring och avbröt sedan studierna. Han arbetade därefter en tid på faderns kontor, var journalist och översättare några år på United Press tills "gubbarna började med honom". Han tecknade därefter i ett flertal svenska dags- och veckotidningar och medverkade även i en rad samlingsböcker och utställningar. Gurr stod inför ett stort internationellt genombrott när han plötsligt avled i akut magblödning.